# 'Eua
ʻEua és una illa de Tonga, l'illa germana de Tongatapu situada a 18 km al sud-est.

## Geografia
A diferència de les altres illes de Tonga, 'Eua és una illa volcànica muntanyosa que s'eleva a la part oriental a 383 m. Té 19 km de llarg i 7,5 km d'ample, amb una superfície total de 87,44 km². És una de les illes més antigues del Pacífic produint un sòl ric per l'agricultura i un bosc tropical amb espècies úniques.
Geogràficament és del grup de Tongatapu. Administrativament forma una divisió amb dos districtes: 'Eua Proper i 'Eua Fo'ou. La població total al cens del 1996 era de 4.934 habitants. Les viles de 'Eua tenen una població de diferents orígens: Houma, 'Ohonua (la capital), Tufuvai i Pangai són originaris de 'Eua; les nou viles del districte de 'Eua Fo'ou van ser fundades per emigrants de Niuafo'ou quan el volcà va entrar en erupció el 1946; Ha'atu'a i Kolomaile són de població emigrada de 'Ata que escapava dels negrers peruans del segle xix; 'Ahau és de població emigrada de Tongatapu i Ha'apai.

## Història
Una llegenda explica que Sinilau va portar Hina de Samoa a Tongatapu. Un pop la va raptar i Sinilau va veure com els dos caps anaven flotant cap a l'illa veïna. El nom ‘e ua significa ‘els dos’.
'Eua va ser descoberta, el 1643, pel neerlandès Abel Tasman que la va anomenar Middelburg Eylandt com la ciutat de Middelburg als Països Baixos.